# Шийна
„Шийна“ (на английски: Sheena), е приключенски филм, заснет през 1984 година. Филмът е занет в Кения, базиран въз основата на комикс със заглавие Шийна – Кралицата на джунглата, разказващ за измисленото африканско племе замбули, населяващо измислената държава Тигора. Историята в общи линии е женска версия на Тарзан.

## Сюжет
Носят се слухове за т.нар. „лековита почва“, чиито сили извират от недрата на планината Гуджара. Учените Бетси и Филип Еймс, които са родители на невръстното момиченце Джанет, биват убити при инцидент. Местната жена, на име Шейман (героинята на Елизабет Дел Торо), от племето замбули, осиновява детето, водена от пророчеството, че „когато великата планина заплаче, ще се появи дете, изпратено от Боговете“. Шейман започва да се грижи за детето, и да го обучава в тайните на племето си. С течение на времето, Джанет израства и приема името Шийна (ролята на младата Шийна изиграва Кирсти Линдзи).
В наши дни, Шийна е вече зряла жена (ролята изпълнена от Таня Робъртс), живееща в страна, управлявана от крал Джабалани. Братът на краля, принц Отуани, планира заговор за убийството на своя брат, с цел завземане на престола. Използвайки прозападните си връзки като бивш футболист, принцът кани телевизионен екип от САЩ, с чиято помощ ще успее да легализира встъпването си в длъжност като крал. Журналистът Вик Кейси (в ролята – Тед Уош) и неговият оператор Флеч Агронски, присъстват на кралско тържество, на което заснемат момента на убийството на краля, и залавянето на извършителя Шейман от местното племе. Впоследствие, екипът разбира, че всичко е било режисирано, и Вик Кейси се разделя със своя оператор, и с помощта на Шийна започва да бяга от наемниците, работещи за принц Отуани, който си самопровъзгласява за крал.
Шийна и Вит Кейси, бягайки, навлизат в земите на племето замбули, където преследвани от отряда черни барети, предвождани от полковник Юргенсен, стават свидетели на безпощадното избиване на местното население. Шийна с помощта на наученото за живота в дивата природа, намира за съюзник животните от джунглата и успява да се пребори с хората, които преследват нея, и новият ѝ приятел Вик Кейси.

## Продукцията
Филмът е заснет изцяло в Кения. Първоначално филмът бива заснет само за два месеца, но според думите на продуцента Пол Арато, следващите няколко години се превръщат в кошмар, поради постоянното лутане между студията, които трябва да довършат продукцията. След като настъпват няколко промени в екипа, продукцията бива допълнена с още седем месеца снимки в Кения.

## Актьорски състав
- Таня Робъртс .... Шийна
- Кирсти Линдзи .... Младата Шийна
- Тед Уош .... Вик Кейси
- Донован Скот .... Флеч Агронски
- Принцеса Елизабет Дел Торо .... Шейман
- Франс Зобда .... Занда
- Тревър Томас .... Принц Отуани
- Клифтън Джоунс .... Крал Джабалани
- Джон Форгман .... Полковник Юргенсен
- Еръл Джоунс .... Бото
- Силвестър Уилиямс .... Юка
- Дейв Купър .... Андърс